# Грот танцюючих оленів
«Грот танцюючих оленів» (англ. Grotto of the Dancing Deer) — оповідання Кліффорда Сімака, видане в 1980 році журналом «Аналог: наукова фантастика та факти». Наступного року твір виграв премії «Неб'юла» і «Г'юґо». Печерні картини Ласко та інші палеолітичні пам'ятки в Піренеях захоплювали Кліффорда Сімака, що й надихнуло його написати це оповідання.

## Сюжет
Археолог і оповідач Бойд завершує каталогізацію печери з первісними малюнками. Але думаючи що він щось пропустив, вирішує ще раз оглянути її. І справді він знаходить прихований прохід який веде в малий грот, розмальований малюнками. Але на відміну від решти печери, де малюнки зображували тварин як їх бачили в природі, в гроті зображення були незвичними для первісних людей — бізони грали в чехарду, коні бігли галопом в лінію, мамонти робили сальто а весь низ, біля підлоги печери, був розмальований танцюючими на задніх ногах оленями. В гроті він також знаходить інструменти праці художника, а біля них флейту зроблену з кістки, яка дуже схожа на флейту на якій постійно грає його помічник Луїс. Вирішивши перевірити божевільні ідеї які почали приходити йому в голову, Бойд бере кістку якою користувався художник з печери і пляшку вина до якої торкався Луїс, і їде в Вашингтон де просить знайомого з ФБР звірити відбитки пальців з обох предметів. Результати приголомшують оповідача — відбитки збігаються, і датування показує що вік відбитка на кістці десь двадцять дві тисячі років. Повернувшись в Францію герой зустрічається з Луїсом, який розповідає йому що хотів щоб він взнав його таємницю. Луїс вважає що безсмертя зробило з нього боягуза, що він спостерігає за життям а не бере участь. Бойд пропонує йому написати книгу, стати мільйонером, але Луїс відмовляється і натомість розповідає йому де лежать скарби Карла Великого, які відібрали у нього племена басків в битві під Ронсесвальєс.

## Безсмертність
Багато творів з темою безсмертя змальовують його або як прокляття (наприклад «Мандри Гуллівера»), або як благословення (наприклад деякі твори Роджера Желязни чи Роберта Гайнлайна). Саймак ж змальовує свого безсмертного як звичайну людину, без пояснення чи якогось призначення його дару (на відмінну від героя його іншого твору «Пересадкова станція»).

## Сприйняття
Окрім премій «Неб'юла» і «Г'юґо» твір також виграв опитування читачів журналів «Analog Science Fiction and Fact» і «Локус». Однак в критичній книзі «Вогонь в камені: доісторична фантастика від Чарльза Дарвіна до Джін Аул» (англ. Fire in the Stone: Prehistoric Fiction from Charles Darwin to Jean M. Auel) зазначено що найцікавіше про оповідання, яке всипане доісторичними кліше, це те що воно змогло зібрати стільки лавр: «…можливо доісторична фантастика стала настільки непомітним феноменом в 1980-ті, що оповідання про безсмертну печерну людину видалось свіжим».